# Řezan pilolistý
Řezan pilolistý (Stratiotes aloides), dříve zvaný řezan aloesovitý, je druh jednoděložné rostliny z čeledi voďankovité (Hydrocharitaceae). Je to jediný druh rodu řezan (Stratiotes). Řezan pilolistý je vodní rostlina, rostoucí ve stojatých vodách. Vyskytuje se v Evropě a Asii. V České republice je původní výskyt na jižní Moravě, druhotně se vyskytuje i v Čechách.
V roce 1998 se stal německou Rostlinou roku.

## Popis
Řezan pilolistý je vytrvalá vodní rostlina, volně plovoucí nebo kořenující ve dně. Je to dvoudomá rostlina s jednopohlavnými květy. Listy jsou jednoduché, přisedlé, v husté růžici, mečovitého tvaru, 30 až 60 cm dlouhé, na okraji ostře pilovité (odtud název řezan). Samčí květy vyrůstají po 3 až 6, jsou dlouze stopkaté a mají 2 až 3 cm v průměru. Samičí květy jsou krátce stopkaté, menší a jednotlivé. Na bázi květních stopek jsou 2 toulcovité listeny. Okvětí je rozlišeno na kalich a korunu. Kališní lístky jsou 3, korunní také 3, korunní lístky jsou bílé, cca 1,5-2,5 cm dlouhé. Tyčinek v samčích květech je 12. Gyneceum v samičích květech je složeno ze 6 plodolistů, je synkarpní, semeník je spodní. Kvete od června do září. Plodem je dvouřadě ostnitá tobolka, uzavřená v toulci tvořeném 2 vytrvalými listeny. Semena jsou hnědá, 4 až 9 mm velká.

## Rozšíření ve světě
Řezan pilolistý je rozšířen v Evropě a Asii. V Evropě v současnosti zasahuje na sever po Britské souostroví, jižní Skandinávii a sz. Rusko, jižní hranice přirozeného areálu vede severním podhůřím Alp, severní Itálií, Rumunskem a v. Bulharskem. Na východ zasahuje areál přes Ukrajinu a evropskou část Ruska po západní a střední Sibiř. Rozsah původního areálu není přesně znám.

## Rozšíření v Česku
Za původní výskyt jsou v rámci České republiky považovány pouze jihomoravské populace, soustředěné téměř výhradně v dolním Podyjí a dolním Pomoraví. Ostatní výskyty jsou druhotné. Řezan byl nezřídka uměle vysazován do okrasných bazénů, zahradních jezírek i do přirozených stojatých vod. V Čechách roste zejména ve východním Polabí a dolním Poorličí, několik lokalit je známo ve středním Polabí a podél Vltavy v okolí Českých Budějovic.
Rostl v tůni zvané Jezírko na louce louce Felčárka u Jedliny (okres Rychnov nad Kněžnou). Tato lokalita byla chráněna výnosem ministerstva školství a národní osvěty v Praze ze dne 31. prosince 1933 číslo 143.547-V o ochraně přírodních památek. Řezan sem byl přenesen z jižní Moravy (už roku 1940 však byl vyhynulý). Velmi bohaté porosty byly v 60. letech 20. století známé z Tůní u Špačků v Českých Budějovicích. Předpokládá se, že sem se rostlina dostala z akvaristických kultur. Na konci 70. let však téměř vyhynula, reintrodukována byla z další jihočeské lokality, z rušeného rybníčku u Ostrolovského Újezda. Ještě v 70. letech byl uváděn porost ve Vrbenské tůni, která se z tohoto důvodu stal přírodní památkou - později zde vyhynul.

## Ekologie
Řezan roste ve vodách bohatých na živiny, nejčastěji v mrtvých či odstavených říčních ramenech, řidčeji ve starých pískovnách, lučních tůních, rybnících a podobně. Koření v hlubších jemných usazeninách v hloubce do 120 cm. Dobře snáší kolísání vodní hladiny a snese krátkodobě i úplné opadnutí vody. Je to charakteristický druh svazu Hydrocharition, vzácně se vyskytuje i ve společenstvech svazu Nymphaeion albae.
Rostlina má v hlubších vodách přirozený růstový rytmus. Na zimu rostliny klesají ke dnu, na jaře vystupují k hladině a zakořeňují, přes léto kvetou a tvoří výběžky s dceřinými růžicemi.

## Taxonomie
V minulosti byly popsány i další druhy rodu řezan, které byly později buď přeřazeny do jiných rodů (např. Stratiotes alismoides L. = Ottelia alismoides (L.) Pers.) nebo se jedná o synonyma řezanu pilolistého.
Podle kladogramů molekulárních studií tvoří řezan pilolistý bazální větev čeledi voďankovité.

## Pěstování
Slunná stanoviště, eutrofizované vodní nádrže. Množení semeny, nebo vegetativně. Z adventivních pupenů na krčku a stonku vyrůstají nové výhony, které vytvářejí kořeny, což umožňuje snadné množení dělením trsů.